# Ucí
Ucí (se pronuncia Ukí), es una pequeña localidad al norte de Motul de Carrillo Puerto, comisaría del municipio de Motul, Yucatán, México. La población perteneció a la provincia de Ceh Pech antes de la conquista de Yucatán, en el siglo XVI.

## Toponimia
El término Ucí (UKI') es un toponímico en lengua maya.

## Arqueología
Varios proyectos arqueológicos han realizado investigaciones en el sitio de Ucí. El primer proyecto en llevar a cabo exploraciones en Ucí fue el proyecto Aké por parte del Instituto Nacional de Antropología e Historia de México, bajo el arqueólogo Rubén Maldonado Cárdenas empezando en 1979. Este proyecto llevó a cabo los primeros mapas de los restos arqueológicos del sitio. También se realizaron varios pozos de sondeo para recolectar restos cerámicos y definir la cronología del sitio. El siguiente proyecto que ha realizado investigaciones substanciales en el sitio es el proyecto arqueológico Sacbé Uci-Cansahcab (PASUC) por parte de la Universidad de Kentucy, EE. UU., dirigido por Scott Hutson (2008-presente).[cita requerida]
Ralph Roys (1957) reportó que en Ucí existían historías sobre una calzada o sacbé (Maya Yucateco, sac = blanco, be = camino) que conectaba a la comunidad con Izamal. No sería hasta la década de 1970 y 1980 durante los trabajos del Atlas Arqueológico del estado de Yucatán (Garza y Kurjack 1980) que se conociera la extensión de esta calzada. Las investigaciones, mediante fotos aéreas, dieron a conocer que el sacbé llega hasta la comunidad de Cansahcab, pero no a Izamal.[cita requerida]
Este sistema de sacbeob (pl. sacbé) liga a Ucí con los sitios de Kancab, Ucanhá y Cansahcab. Este es bastante importante porque forma parte de sólo cinco sistemas de calzadas totales en el área maya. Los otros cuatro sistemas son descritos a continuación. El primero, y el más largo, es el sacbé que conecta al sitio de Yaxuná, a 20 kilómetros de Chichén Itzá, con el sitio de Cobá, Quintana Roo. Esta calzada mide aproximadamente 100 km y tiene la mayor extensión en el área maya. La segunda, es el sistema que liga el sitio de Calakmul con El Mirador, el cual mide 38km. Existe otro sacbé (14 km) que conecta El Mirador con el sitio de Nakbé. Un tercer sistema sería el de Izamal. Este conecta con los sitios de Aké (29 km) y Kantunil (13 km). El cuarto sistema se encuentra en el área denominada Puuc al Oeste del estado de Yucatán. Estos sacbeob (18 km) conectan a los sitios de Uxmal, Nohpat y Kabáh.[cita requerida]
El propio sistema de Ucí-Cansahcab mide aproximadamente 18 km. Este se componente de tres diferentes secciones. La primera se extiende de Ucí, que sirve como el nodo Este del sistema, hacia el sitio de Kancab al Oeste. El sitio arqueológico en sí de Ucí mide aproximadamente 7.5 km² y cuenta con aproximadamente 905 estructuras prehispánicas. El sitio de Kancab a su vez mide aproximadamente 1.25 km². Se han encontrado vestigios que dan a conocer que la ocupación más temprana en Kancab fue durante el periodo Preclásico Medio (700 - 400 a.c.). Esta temporalidad es similar a la de Ucí, ver en la sección sobre historia prehispánica más abajo, y ha permitido inferir que la región de Ucí-Cansahcab ya estaba poblada para el año 700 a. C. Esta población se considera que se compone de una serie de pequeñas aldeas ocupadas por agricultores incipientes que también se dedicaban a forrajear y cazar para compensar sus economías. La siguiente sección de los sacbeob es la que conecta al sitio de Kancab con Ucanhá.[cita requerida]
Ucanhá es un sitio cercano a la comunidad de Cansahcab que mide aproximadamente 2.21 km². También ocupado desde el Preclásico Medio, se considera que Ucanhá fue de los sitios principales de la región junto con Ucí. Aunque el sitio tiene una menor extensión, la densidad poblacional es mayor a la de Ucí (120 estructuras/km² vs 188 estructuras/km²). Ucanhá también cuenta con una serie de estructuras piramidales y calzadas dentro del sitio. Esto apunta a una composición social compleja y la importancia del sitio. El último sitio en el sistema, o el nodo al Este, es el de Cansahcab. Lamentablemente, debido a las construcciones de la comunidad actual, la mayoría de los vestigios arqueológicos han sido enterrados o destruidos. Lo que se conoce es que el sitio antiguo pudo haber medido cerca de 1 km². Los esfuerzos de mapeo del PASUC lograron reconocer 400 estructuras prehispánicas alrededor de la comunidad actual, pero cabe la posibilidad de que estos no hayan pertenecido al sitio antiguo.[cita requerida]
El PASUC también llevó a cabo varias exploraciones sobre el sistema de sacbeob para determinar su temporalidad y naturaleza. Las excavaciones sobre los sacbeob arrojaron una serie de datos los cuales apuntan que el sistema fue construido en algún punto del Preclásico Tardío (400 - 150 a.c.). De la misma manera, se realizaron investigaciones en los sacbeob dentro del sitio de Ucí. En este último caso también se reconocieron materiales del Preclásico Tardío, así como varias fases de construcción. Esto apunta a que los sacbeob estaban en uso constante y que eran un elemento importante para la población. Los sacbeób existen en varias regiones del área Maya y tienen varios usos como el intercambio de bienes, el manejo del agua, movimiento de personas y movimiento de grupos armados. Para el caso específico de Ucí-Cansahcab podemos hablar de otros dos usos específicos: procesiones religiosas y fronteras políticas. El caso de fronteras políticas se explora más abajo en la sección de Historia prehispánica. En el caso de procesiones religiosas podemos ver que este se usaba como un mecanismo de integración sociopolítica. La composición política de la región Ucí-Cansahcab sugiere que la liga entre los diferentes sitios llegó a crear un conjunto entre ellos. Las diferentes comunidades se mantenían relativamente autónomas, pero la liga creada por los sacbeob los convertía en una unidad sociopolítica regional. De esta manera cada sitio fungía como un sector independiente que compartía responsabilidades y cargos sociopolíticos y ceremoniales con el resto. Cada sitio era responsable de oficializar ceremonias periódicas basadas en calendarios agrícolas o ceremoniales. Durante estos cargos es posible que los otros sitios enviaran dignatarios como la élite gobernante y sacerdotes a las comunidades huésped. La trayectoria entre estas comunidades se realizaría sobre el sistema de sacbeob y estaría repleta de ceremonias por su cuenta.[cita requerida]
El uso de sacbeob, tanto dentro de sitios como entre diferentes sitios, como plataformas para procesiones está bien documentado en textos históricos. Por ejemplo, Fray Diego de Landa durante el siglo XVI documentó varios de estos casos, aquí se presentan algunos de ellos. El religioso menciona por ejemplo que "aquel día, en la tarde, salían con gran procesión de gente y con muchos de sus farsantes, de casa del señor donde se habían juntado e iban con gran sosiego al templo de Cuculcán, el cual tenían muy aderezado; y llegados, hacían sus oraciones, ponían las banderas en lo alto del templo y abajo". También menciona que "hacían una estatua del demonio Yzamná y poníanla en casa del principal, y todos juntos, y el camino aderezado, iban devotamente por la imagen de Zucuuayayab." Estos textos sirven como evidencia de que los sacbeob se usaban como plataformas para ceremonias donde se hacían plegarias, se adoraban imágenes religiosas y se consumían comidas y bebidas.[cita requerida]

## Historia prehispánica
De acuerdo con exploraciones arqueológicas llevadas a cabo en la población se reconoce que el lugar ha sido habitado desde hace aproximadamente 3000 años. Se reconoce que la comunidad de Ucí fue fundada inicialmente en la fase temprana del periodo Preclásico Medio (1000 - 700 a. C.). Esta fecha ha sido aproximada ya que se lograron encontrar restos de la cerámica kin naranja en el sitio. Para la fase tardía del periodo preclásico medio (700 - 400 a. C.) se sabe que Ucí ya formaba una pequeña aldea en el norte de la península. La comunidad se ve crecer substancialmente para el siguiente periodo, el Preclásico Tardío (400-150 a. C.). Se considera que de las 905 estructuras prehispánicas reconocidas en el sitio, el 93.5 % fueron construidas durante este periodo. Durante el Preclásico Tardío también vemos la construcción de los sacbeob que ligan al sitio de Ucí con los sitios de Kancab, Ucanha y Cansahcab al Este. Es posible que para este periodo la población de Ucí haya sido de aproximadamente 5000 personas. También se ha sugerido que durante este tiempo Ucí fue una de las sedes principales de la región, junto con Ucanha hacia el Este. De esta manera, se considera posible que Ucí fue de los sitios principales que participaron en la construcción del sacbé que mide aproximadamente 18 km.[cita requerida]
La construcción del sacbé se considera como un acto importante porque permite indagar en la naturaleza de la sociedad de Ucí durante la época prehispánica. Durante el periodo Preclásico donde se generó el sacbé se considera que Ucí era una sociedad precapitalista, intermedia o de medio rango, similar a los cacicazgos. Las divisiones sociales en este tiempo eran incipientes y existían pocas clases sociales. La construcción del sacbé y de otras estructuras mayores dentro del sitio de Ucí probablemente se realizaron mediante la participación de grandes cantidades de sus pobladores. Estas jornadas de trabajo han sido reconocidas como "faginas" en otras parte de la península. Es probable que la participación de la población en estas jornadas haya sido considerada como temporal y también obligatoria. Ya que muchas de estas estructuras mayores tienen componentes ceremoniales, se considera posible que la participación de las personas en este tipo de construcciones haya estado imbuida en la cosmovisión o religión prehispánica de la comunidad. En este sentido, es probable que la inclusión de la población en estas jornadas de trabajo haya sido vista como una obligación. La participación de la comunidad en estas construcciones aseguraría una relación entre sus pobladores y deidades supernaturales. La satisfacción de este tipo de relaciones a su vez mantendría un orden natural satisfactorio y así la reproducción de la comunidad.[cita requerida]
El sacbé que conecta a Ucí con los sitios al Este también nos habla del papel de Ucí con el resto de la península. Durante el preclásico tardío la población del Norte de la península empezó a crecer rápidamente. Sitios como Izamal, Komchén, Dzibilchaltún y T'Hó se fueron formando como sedes importantes de la región. Se considera posible que la construcción del sacbé haya tenido varios propósitos geo-políticos. Debido a la consolidación de sitios como Izamal como posibles capitales regionales, Ucí y sus vecinos tuvieron que delimitar sus fronteras políticas mediante la construcción del sacbé. En este sentido, Ucí y sus vecinos lograron crear una confederación voluntaria. Lo que esto significa es que las diferentes comunidades se mantenían relativamente autónomas, pero podían tomar decisiones en conjunto con relación a condiciones más regionales. En otras partes del área maya este tipo de sistema gubernamental se han conocido como "galácticas" ya que se componen de diferentes localidades.[cita requerida]
Durante el periodo clásico temprano (250 - 550 d.c.) podemos ver una baja en población considerable. Al momento no sabemos qué pudo haber causado esta situación. Consideramos que la unión entre los sitios que se hizo durante el preclásico tardío pudo haber tenido repercusiones negativas durante el clásico temprano. Los pobladores de Ucí durante el clásico temprano pudieron haber dejado el sitio para ocupar otros sitios mayores como Izamal o tal vez sitios rurales cerca de Ucí.[cita requerida]
Después del probable despoblamiento de Ucí durante el clásico temprano, podemos ver que empieza a ver un regreso de la población en el clásico medio (500 d.c. – 600 d.c.). Esta alza continua y llega a un tope durante el clásico tardío-terminal (650 d.c. – 1100 d.c.). Lamentablemente, se considera hasta el momento que los niveles de población durante este tiempo no llegan a ser tan altos como los que se pueden observar para el preclásico tardío.[cita requerida]
La población empieza a bajar de nuevo durante el posclásico (1100 - 1520 d.c.) y llega a niveles más bajos durante la época colonial. Existen recuentos que dicen que durante la época del contacto la sede de poder ya estaba situada en Motul, donde se encontraba una dinastía de nombre Pech.[cita requerida]

## Educación
Hay un alto grado de analfabetismo entre los habitantes de Ucí, ya que 184 personas se encuentran en esta circunstancia para edades superiores a los 15 años. Además, se da la situación de que 486 habitantes con edades en ese mismo rango de edad no terminan su escolaridad e incluso 118 no llegan a tener ningún tipo de contacto con la escolaridad. Por ello, se trata de un aspecto con un gran margen de mejora en la evolución de la localidad.

## Datos demográficos
La localidad cuenta con 561 hombres y 595 mujeres. La relación mujeres/hombres es de 1.061. El coeficiente de fecundidad de la población femenina es de 3.10 hijos por mujer. El porcentaje de analfabetismo entre los adultos es del 15.92% (12.66% en los hombres y 18.99% en las mujeres) y el grado de escolaridad es de 5.11 (5.46 en hombres y 4.77 en mujeres). Asimismo, en Ucí el 60.9% de los adultos habla alguna lengua indígena. En la localidad se encuentran 282 viviendas.[cita requerida]

## Flora y Fauna del entorno

### Flora
El entorno del pueblo de Ucí tiene una apreciable variedad de flora en la cual predominan sobre todo las denominadas selvas secas. Una quinta parte de la superficie, en torno al 22%, está dedicado a la agricultura en lo cual destaca el cultivo de pastizales para llevar a cabo la alimentación del ganado. En los alrededores de la zona costera, se da el caso de la existencia de manglares propios de terrenos permanentemente anegados como es común en el litoral norte de la península de Yucatán.

### Fauna

#### Selva seca
Faisán, nutria, loro, zorrillo, guacamayo, colibrí, ruiseñor, zenzontle, cardenal, tejón, martucha, pecarí y mapache.

#### Manglar
Flamenco, golondrina, pato y lagarto. 

#### Matorral
Serpiente de cascabel. 

#### Bosques
Murciélagos, chachalaca, codorniz, pájaro Toh, halcón, boa ratonera, sapo y rana. 

#### Animales en peligro de extinción
Puerco espín, armadillo, saraguato negro, mono araña y oso hormiguero.

## Galería

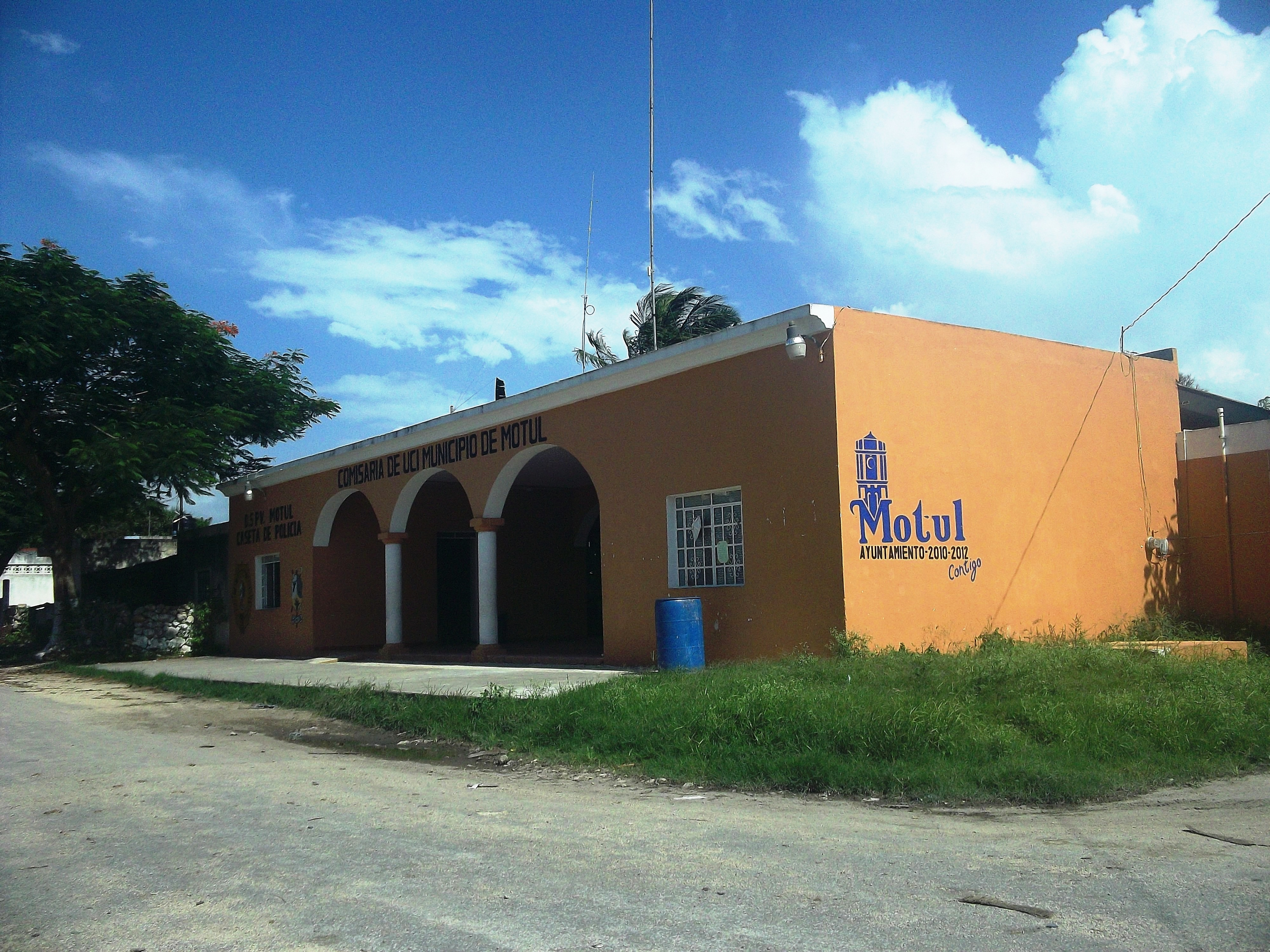
Casa comisarial de Ucí.
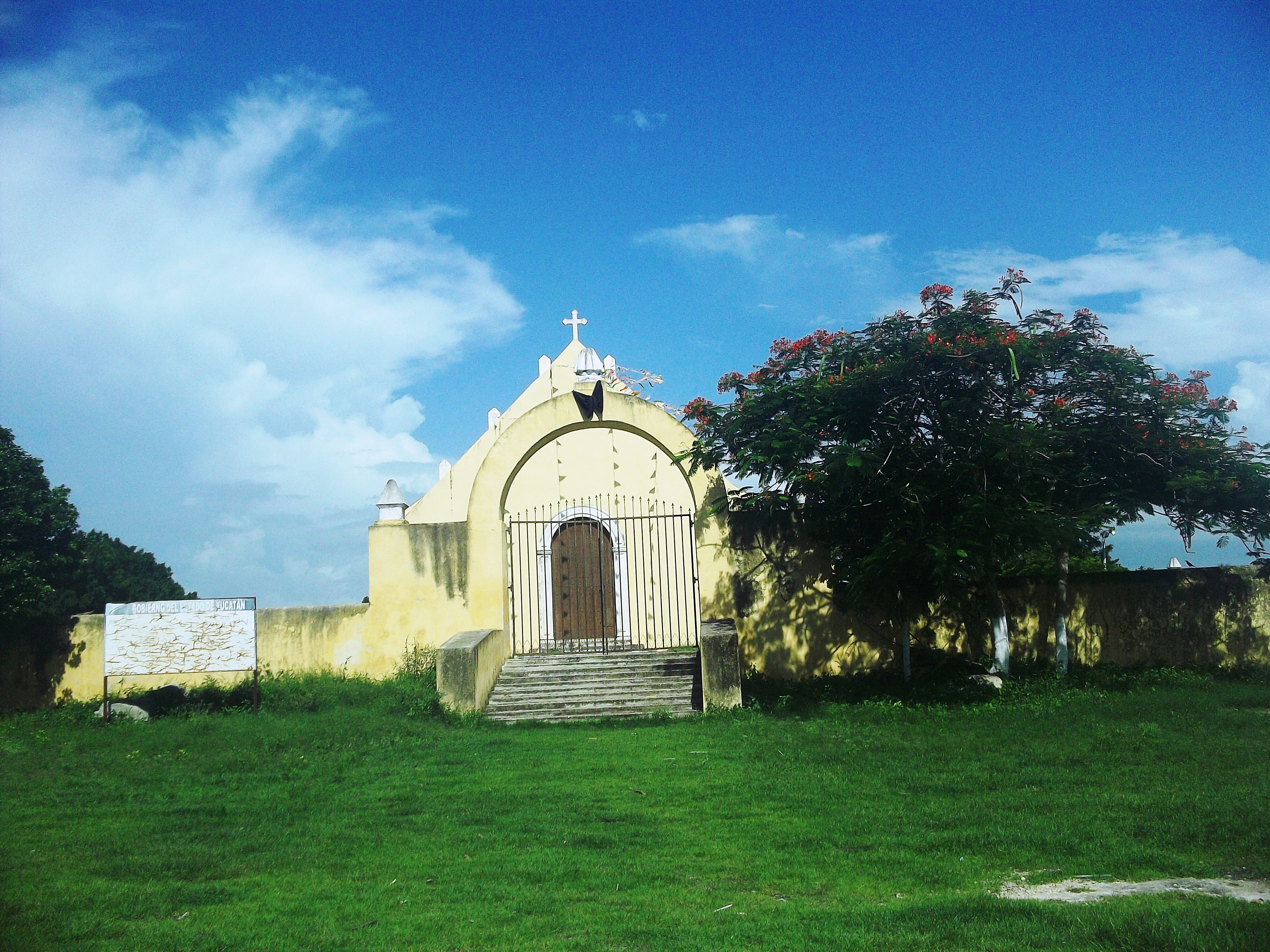
Iglesia principalde Ucí.
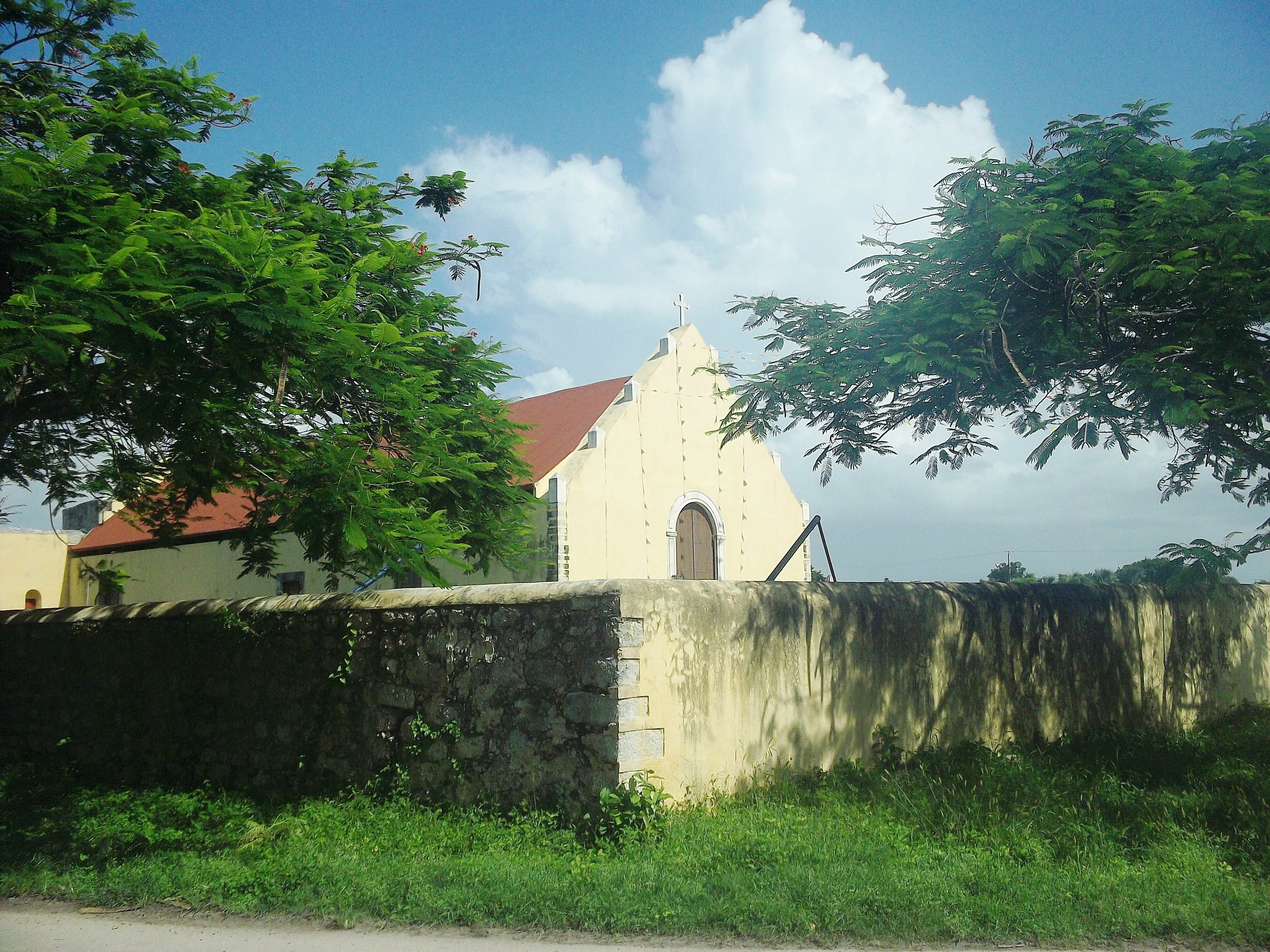
Iglesia principalde Ucí.